# Кузнецова, Ольга Алексеевна (легкоатлетка)
О́льга Алексе́евна Кузнецо́ва (род. 23 октября 1967, Моршанск, Тамбовская область) — российская легкоатлетка, специалистка по бегу на средние дистанции. Выступала за сборную России по лёгкой атлетике в 1990-х и 2000-х годах, обладательница серебряной медали чемпионата Европы в помещении в Генте, победительница и призёрка первенств национального значения, рекордсменка мира. Мастер спорта России международного класса.

## Биография
Ольга Кузнецова родилась 23 октября 1967 года в городе Моршанске Тамбовской области.
Занималась бегом в местной Детско-юношеской спортивной школе под руководством тренера Нины Васильевны Юровой. Позже была подопечной Александра Давидовича Эльбаума. Окончила школу-интернат спортивного профиля #9 в Москве. Представляла Москву, ДСО «Спартак», « Трудовые и резервы» и МГФСО Москомспорта.
Впервые заявила о себе на всероссийском уровне в сезоне 1993 года, выиграв бронзовую медаль в беге на 1500 метров на чемпионате России в помещении в Москве — уступила здесь только Екатерине Подкопаевой из Московской области и Наталье Бетехтиной из Свердловской области.
На зимнем чемпионате России 1994 года в Липецке взяла бронзу на дистанциях 800 и 1500 метров — в обоих случаях пропустила вперёд Екатерину Подкопаеву и Людмилу Рогачёву. Также на соревнованиях «Русская зима» вместе с соотечественницами Еленой Афанасьевой, Натальей Зайцевой и Екатериной Подкопаевой установила мировой рекорд в эстафете 4 × 800 метров — 8:18,71
Многократная обладательница Кубка Европы в эстафете 4×800 м.
В 2000 году на зимнем чемпионате России в Волгограде одержала победу в беге на 1500 метров, показав при этом лучшее время в мировом сезоне — 4:05,44, и стала серебряной призёркой в беге на 800 метров, финишировав позади Юлии Косенковой. Попав в основной состав российской национальной сборной, удостоилась права защищать честь страны на чемпионате Европы в помещении в Генте, где с результатом 4:13,45 завоевала серебряную медаль в дисциплине 1500 метров.
На зимнем чемпионате России 2001 года в Москве стала серебряной призёркой в беге на 800 метров, уступив Елене Афанасьевой, и получила бронзу в беге на 1500 метров — здесь пропустила вперёд Наталью Горелову и Елену Задорожную. В дисциплине 1500 метров должна была стартовать на чемпионате мира в помещении в Лиссабоне, однако в конечном счёте снялась с этих соревнований из-за травмы.
Ежегодно в Моршанске проводится традиционный юношеский турнир по лёгкой атлетике на призы мастера спорта международного класса Ольги Кузнецовой.